# Cratoxylum sumatranum
Cratoxylum sumatranum (có thể hiểu tên gọi tiếng Việt: thành ngạnh Sumatra) là loài thực vật có hoa thuộc họ Hypericaceae 
được (Jack) Blume mô tả khoa học lần đầu năm 1856. Cây là loài bản địa Đông Nam Á phân bổ ở các nước Đông Dương, Miến Điện, Thái Lan, Malaysia, Sumatra, Java, Đảo Lesser Sunda, Borneo, Philippines và Sulawesi.
Cây gỗ lớn trong rừng có thể cao đến 50m và đường kính ngang ngực có thế đến 80 cm. Vỏ thân cây có các vết nứt dọc, cho mủ trắng vàng. Lá đơn mọc đối, phiến lá hình elip hẹp hoặc thon hẹp. Cây cho gỗ cứng, đóng đồ gia dụng. Vỏ là lá cây dùng trong y học cổ truyền chữa một số bệnh đường tiêu hóa.

## Loài phụ
Có 2 loài phụ được xếp phân loại vào Thành ngạnh Sumatra:
- Cratoxylum sumatranum subsp. blancoi (Blume) Gogelein
- Cratoxylum sumatranum subsp. neriifolium (Kurz): tiếng Việt có tên gọi là thành ngạnh lá hẹp.[3]